# Delta d'Andròmeda
Delta d'Andròmeda (δ Andromedae) és una estrella triple a la constel·lació d'Andròmeda. Està aproximadament a 101 anys llum de la Terra.
El component primari, δ d'Andròmeda A, és una estrella gegant taronja del tipus K amb una magnitud aparent de +3,27. És una binària espectroscòpica de període llarg, amb un període orbital d'aproximadament 15.000 dies (41 anys). La seva companya és de la 13a magnitud δ d'Andròmeda B, i està a 28,7 segons d'arc.

## Localització
La localització de l'estrella es mostra en aquesta il·lustració de la constel·lació d'Andròmeda:

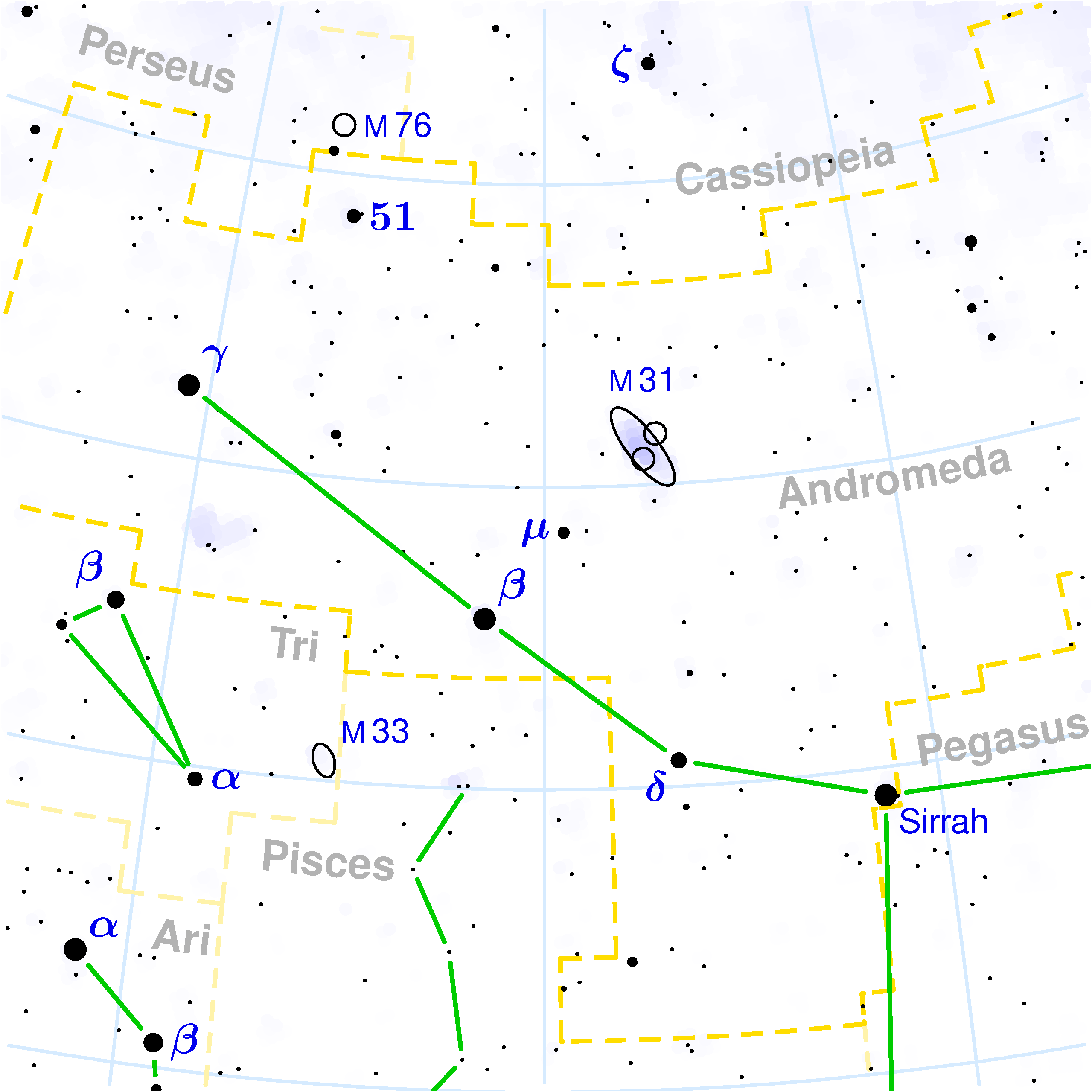
Constel·lació d'Andròmeda.